# Lubomír Pokluda
Lubomír Pokluda (* 17. März 1958 in Frýdek-Místek) ist ein ehemaliger tschechischer Fußballspieler.

## Vereinskarriere
Pokluda begann seine Laufbahn bei Sklo Union Teplice. Nach drei Jahren wechselte der Stürmer zu RH Cheb, wo er 34 Tore in 113 Erstligaspielen erzielte. Anfang 1985 wurde Pokluda von Sparta Prag verpflichtet, mit drei Treffern in zwölf Spielen trug er zum Gewinn des Meistertitels bei.
Im Januar 1986 wechselte der Angreifer zu Inter Bratislava, konnte den Abstieg der Mannschaft 1985/86 aber nicht mehr verhindern. Mit acht Toren in 26 Spielen trug Pokluda zum sofortigen Wiederaufstieg bei. Nach der Spielzeit 1987/88 wechselte Pokluda ins Ausland und schloss sich dem belgischen Klub SK Lierse an.
In der ersten tschechoslowakischen Liga absolvierte Pokluda insgesamt 267 Spiele, in denen der Stürmer 59 Tore schoss.

### Erfolge
- Tschechoslowakischer Fußballmeister 1984/85
- Tschechischer Pokalsieger 1976/77

## Nationalmannschaft
Pokluda machte vier Spiele für die Tschechoslowakische Nationalmannschaft. Er debütierte am 15. Oktober 1980  in Buenos Aires gegen Argentinien. Sein zweites Spiel machte Pokluda etwas mehr als ein Jahr später erneut gegen Argentinien. Am 6. Oktober 1982 absolvierte er sein einziges Länderspiel über 90 Minuten – in Bratislava trennten sich die Tschechoslowaken von Schweden 2:2. Zum letzten Mal für die ČSSR spielte Pokluda am 27. Oktober 1982. In der Partie gegen Dänemark wechselte ihn Trainer František Havránek in der letzten Spielminute für Petr Janečka ein.

## Olympiamannschaft
Lubomír Pokluda, häufig Luboš Pokluda genannt, gehörte 1980 zur tschechoslowakischen Auswahl, die bei den Olympischen Spielen in Moskau die Goldmedaille gewann. Der Stürmer spielte in allen sechs Begegnungen und traf sowohl beim 3:0 gegen Kolumbien im ersten Gruppenspiel als auch beim 3:0 gegen Kuba im Viertelfinale.
Im März 1983 kam Pokluda noch einmal zu einem Einsatz für das tschechoslowakische Olympiateam. Die ČSSR besiegte die Mannschaft der UdSSR mit 3:1.